# Love Heart Cheat Code
Love Heart Cheat Code является четвёртым студийным альбомом австралийской джаз/фанк группы Hiatus Kaiyote, выпущенным 28 июня 2024 года на лейблах Brainfeeder и Ninja Tune. Альбом спродюсирован Марио Кальдато-младшим, а выпуску альбом предшествовало пять синглов.

## Предыстория и запись
Love Heart Cheat Code является продолжением альбома 2021 года Mood Valiant, который победил в номинации Лучший независимый джазовый альбом на премии AIR Awards 2022 года и был номинирован на Лучший прогрессивный R&B-альбом на 64-й ежегодной церемонии вручения наград «Грэмми».
В отличие от Mood Valiant, включавший в себя песни, ориентированные на импровизацию, такие как "Sparkle Tape Break Up" and "And We Go Gentle", в этот раз группа сосредоточилась на заранее написанных композициях, которые доводились до совершенства в студии. Для альбома группа записывалась с продюсером Марио Кальдато-младшим и группой своих коллег, мельбурнских музыкантов, включая Тейлора "Чипа" Кроуфорда, который играл на изобретенном им инструменте под названием фрелло; а также гитариста Тома Мартина и флейтиста Никодимоса.
По словам фронтвумен Нэй Палм, название альбома "не означает ничего и означает все. С одной стороны, это просто классные слова. Но также – и мне не важно, что я звучу банально, потому что я романтик, – но я действительно верю, что если вы двигаетесь по миру с любовью, то это самый лучший чит-код к миру".

## Выпуск
Первый сингл из альбома, "Everything's Beautiful", был выпущен 24 января 2024 года. По словам Нэй Палм, песня "является свидетельством важности нахождения простых радостей в течение дня". Она, как утверждается, сохраняет "чувство ритма и плавучий динамизм на протяжении всего времени звучания". Мелодия пришла к Най Палм после пробуждения от сна в квартире ее менеджера в Бруклине; первоначально она напевала "Berry Street Beautiful" в честь дороги в Уильямсбурге, Бруклин, а затем доработала ее до названия песни. Этой песне предшествует "BMO Is Beautiful", которая была названа в честь персонажа анимационного сериала "Время приключений" – БиМО, и в ней звучит голос актрисы озвучания БиМО – Ники Янг.
Альбом был анонсирован 27 марта, дата выхода – 28 июня. Вместе с анонсом вышел второй сингл, "Make Friends", "дурманная" фанк-ода платонической любви с упоминанием мужчин и женщин. Песня была вдохновлена словами друга: "Ты не заводишь друзей, ты их узнаешь". Группа также объявила даты тура по США и Канаде в июне и июле, в некоторых концертах также примут участие Digable Planets и Free Nationals.
Третий сингл "Telescope" был выпущен 2 мая. О песне басист Пол Бендер сказал: "У НАСА есть сайт, где вы можете ввести свой день рождения, и тогда он расскажет вам о самой интересной вещи, которую телескоп Хаббл сфотографировал в ваш день рождения. Так что каждый из четырех куплетов основан на наших четырех днях рождения". Небесный объект Бендера – Abell 2744, Нэй – Большое красное пятно на Юпитере, клавишника Саймона Мейвина – кольцо Эйнштейна, а барабанщика Перрина Мосса – безымянная звезда, которая взорвалась со светом во много раз ярче Солнца. Текст песни включает цитаты из песен группы the Temptations "My Girl" и Sun Ra "Space Is the Place".
Четвёртый сингл (заглавный трек) был выпущен 30 мая. О песне Бендер сказал: "У каждого в группе есть множество игрушек, звуков и прочего, и я просто помню, как подумал: "Интересно, как это будет звучать, если я поставлю свою маленькую басовую педаль в режим "harmonise"?" Песня сложилась, когда Мэйвин добавил аккорды из парафонического синтезатора Roland RS 505, что стало "эффектом эврики" для них, после чего Нэй Палм сформировала из этого готовую песню.
Пятый и последний сингл "Cinnamon Temple" был выпущен 19 июня. По словам Нэй Палм, песня получила свое название потому, что "в Мали есть такие мечети из глиняного кирпича, которые выглядят так, будто в них застряла корица. И поскольку она была вдохновлена малийскими ритмами, в ней есть этот элемент". Песня, считающаяся любимой фанатами, была в концертном репертуаре группы с 2015 года, и Mavin заявили, что ее тяжелый рифф отражает музыкальные интересы группы в то время.
Альбом завершается кавером на песню Jefferson Airplane "White Rabbit", которую Мэйвин назвал своей любимой песней в альбоме. Все началось с того, что Бендер сочинил басовую линию, на которую Нэй Палм начал напевать текст "White Rabbit". Их обработка поначалу казалась "уродливой, минималистичной версией", на которую группа в дальнейшем наложила некоторые звуки. По мнению Нэй Палм, "White Rabbit" – политическая песня, и хотя большинство каверов на нее "повторяют эту психоделическую манеру", она хотела расширить ее, потому что "это что-то вроде того, как выглядит психоделия теперь, когда у нас появились новые наркотики и новые войны".
Песня "Dimitri" была навеяна историей о том, что композитор Дмитрий Шостакович мог слышать атональные мелодии из-за осколка, застрявшего в его мозгу, о чем Бендер прочитал в книге Оливера Сакса "Музыкофилия". "Longcat" – это отсылка к игрушечному коту, которого участники группы купили для Бендера на остановке в Японии, названному в честь реально существующего кота, который стал интернет-мемом. Обложка альбома – это картина художника из Торонто – Раджни Переры; в альбоме также представлены иллюстрации Хлои Биокки и Grey Ghost.

## Стиль
Альбом состоит из неосоула, футуристичного соула и психоделической музыки.

## Критика
| Совокупная оценка | Совокупная оценка |
| Источник          | Оценка            |
| ----------------- | ----------------- |
| Metacritic        | 74/100            |
| Оценки критиков   |                   |
| Источник          | Оценка            |
| AllMusic          | [ 17 ]            |
| Exclaim!          | 6/10              |
| Far Out           | [ 19 ]            |
| Mojo              | [ 20 ]            |
| The Skinny        | [ 21 ]            |
| Slant Magazine    | [ 22 ]            |

Согласно агрегатору рецензий Metacritic, Love Heart Cheat Code получил "в целом благоприятные отзывы", основываясь на средневзвешенной оценке 74 из 100 из 5 оценок критиков.
Винсент Бруннер из Les Inrockuptibles написал, что "благодаря присутствию бразильца Марио Кальдато-младшего (сотрудничавшего с Beastie Boys и Сеу Жоржи), ослепительная креативность Hiatus Kaiyote, похоже, далеко не иссякла, как и его жажда приятных фанковых вибраций. Четвёртый альбом доказывает, что соответствует предыдущим, но не является лишним". Энди Келлман из AllMusic написал, что "возросший хаос и причудливость только усиливают способность Hiatus Kaiyote очаровывать и приводить в восторг". Меган ЛаПьер из Exclaim! подвела итог, сказав: "Даже повторяя шаблоны и не достигая эмоционального резонанса (специально?), их лирическая бессмыслица... и небоскребные аранжировки все равно делают их звук приятным и увлекательным, особенно в сочетании с ладаном, развевающимся на ветру в туманную летнюю ночь".
В негативной рецензии Чарльз Лайонс-Берт из Slant Magazine назвал альбом "самоиндульгенцией" и сказал, что он "не может не быть похож на "Психоделию для чайников"". Элль Палмер из Far Out отметил, что вторая половина альбома гораздо сильнее первой, и что "жаль, что запись задерживает эти более пушистые звуки до последних моментов, но тем не менее они потрясающие. Именно в этих проблесках они доказывают, что являются одной из самых важных групп эпохи, но, очевидно, еще не самой изысканной и напористой".

## Список композиций
Все треки написаны Наоми Солфилд, Полом Бендером, Перрином Моссом, Саймоном Мэйвином, за исключением отмеченных.
| №                   | Название                                  | Автор(ы)                                                   | Длительность |
| ------------------- | ----------------------------------------- | ---------------------------------------------------------- | ------------ |
| 1.                  | «Dreamboat»                               |                                                            | 2:11         |
| 2.                  | «Telescope»                               | Солфилд, Бендер, Мэйвин, Мосс, Роналд Уайт, Смоки Робинсон | 4:46         |
| 3.                  | «Make Friends»                            |                                                            | 4:53         |
| 4.                  | «BMO Is Beautiful» (совместно с Ники Янг) |                                                            | 0:41         |
| 5.                  | «Everything's Beautiful»                  |                                                            | 2:50         |
| 6.                  | «Dimitri»                                 |                                                            | 4:28         |
| 7.                  | «Longcat»                                 |                                                            | 1:47         |
| 8.                  | «How to Meet Yourself»                    |                                                            | 3:16         |
| 9.                  | «Love Heart Cheat Code»                   |                                                            | 4:33         |
| 10.                 | «Cinnamon Temple»                         |                                                            | 3:20         |
| 11.                 | «White Rabbit»                            |                                                            | 3:33         |
| Общая длительность: | Общая длительность:                       |                                                            | 42:40        |

## Участники записи

### Hiatus Kaiyote
- Нэй Палм — гитара, вокал
- Пол Бендер — бас-гитара
- Саймон Мэйвин — клавишные
- Перрин Мосс — ударные

### Сторонние музыканты
- Тейлор "Чип" Кроуфорд – фрелло
- Том Мартин – гитара
- Никодимос – флейта
- Ники Янг – вокал (4)

### Техники
- Марио Кальдато-мл. – продюсер, микс-инженер
- Джонатан Мэиа – микс-инженер
- Hiatus Kaiyote – микс-инженер
- Андрей Ерёмин – инженер мастеринга
- Раджни Перера – обложка альбома

## Чарты
| Чарт (2024)                                  | Пиковая позиция |
| -------------------------------------------- | --------------- |
| Australian Albums (ARIA)                     | 40              |
| Japanese Hot Albums (Billboard Japan)        | 72              |
| Шотландия (Scottish Albums Chart)            | 87              |
| Великобритания (UK Digital Albums Chart)     | 53              |
| Великобритания (UK Independent Albums Chart) | 8               |